# Die Maske (1985)
Die Maske (Originaltitel: Mask) ist ein US-amerikanisches Filmdrama von Peter Bogdanovich aus dem Jahr 1985.

## Handlung
Roy L. „Rocky“ Dennis leidet unter der Krankheit Craniodiaphyseale Dysplasie. Seine Gesichtsknochen wachsen unkontrolliert, sodass die Gesichtsproportionen stark deformiert sind. Rockys Vater hat ihn und seine Mutter verlassen. Rockys Mutter Florence „Rusty“ kümmert sich um ihn und sorgt dafür, dass er in der Highschool vom Schulleiter akzeptiert wird und nicht in eine Sonderschule kommt. Die Mitglieder einer Rockergang sind die besten Freunde der Familie und fahren sie auf ihren Harleys zu allen möglichen Terminen. Sie treffen sich sehr oft und die Gang beschützt Rocky. Einer seiner besten Freunde ist einer der Jungs, „Dozer“, der stark stottert und deswegen kaum spricht.
Nach einer Untersuchung erfährt man, dass Rocky noch eine Lebenserwartung von sechs Monaten gegeben wird. Allerdings erklärt die Mutter, dass ihr Sohn so eine Grenze schon mehrfach überschritten hat und dass weder Blindheit noch Taubheit aufgetreten seien und dass Rocky auch nicht geistig zurückgeblieben ist. Rocky hat mit seinem besten Freund Ben den großen Traum, eine Reise nach Europa zu machen und sammelt leidenschaftlich Baseballkarten.
Am ersten Tag in der neuen Highschool zeigt sich, wie intelligent Rocky ist. Allerdings kommen auch so einige gemeine Sprüche von anderen Mitschülern. Mit seinen lockeren Sprüchen und seiner Intelligenz verschafft er sich Anerkennung in seiner Klasse. Rusty führt ein ausschweifendes Leben mit leichten Drogen und wechselnden Sexualpartnern und geht damit Rocky zunehmend auf die Nerven, weil dieser sich Sorgen um seine Mutter macht. Nach einem heftigen Streit bekommt Rocky starke Kopfschmerzen, die immer wieder auftauchen, seine Mutter kommt zu ihm und sie fantasieren zusammen, wie sie es immer tun, wenn er Schmerzen hat. Gar, ein alter Freund von Rusty, kommt zurück. Nach anfänglichen Schwierigkeiten kommen die beiden wieder zusammen und er zieht bei Rusty und Rocky ein. Auch er will Rusty davon abhalten, weiter Drogen zu nehmen.
Der Schulleiter schlägt Rocky ein Ferienlager vor, das speziell für blinde Kinder und Jugendliche arrangiert wird. Er soll dort als Gehilfe arbeiten und müsste nichts zahlen. Rocky lehnt erst ab, weil er seine Mutter nicht allein lassen will, verspricht dann aber es sich zu überlegen. Rocky fängt an Interesse für Mädchen zu zeigen und sagt das seiner Mutter. Diese weiß sich nicht anders zu helfen, als eine Prostituierte zu bezahlen und sie zu Rocky zu bringen. Die beiden landen in einem Bett, allerdings reden sie nur und Rocky gibt ihr ein paar Lebensweisheiten.
Rocky will erst nicht zu seiner Jahresabschlussfeier gehen, weil er nichts anzuziehen hat. Doch seine Rockerfreunde und seine Mutter haben zusammengelegt und einen Anzug gekauft. Rocky wird für seine hervorragenden schulischen Leistungen sogar vom Schulleiter ausgezeichnet. Rustys Eltern kommen zu Besuch, und obwohl das Verhältnis angespannt ist, bringen die Großeltern Geschenke mit und sind sehr herzlich. Sie gehen mit ihrem Enkel zu einem Baseballspiel, worüber sich Rocky sehr freut. Als sie zuhause ankommen, ist seine Mutter wieder high und Rocky beschließt ins Ferienlager zu fahren.
Kaum angekommen sieht Rocky das blinde Mädchen Diana und verliebt sich in sie. Später sieht er sie mit einem Pferd und er spricht sie an, so kommen Rocky und Diana ins Gespräch. Rusty vermisst ihren Sohn währenddessen sehr und braucht Gars Hilfe, um ihm einen Brief zu schreiben. Rocky und Diana reiten miteinander aus und unterhalten sich angeregt. Sie kommen sich näher. Während einer Feier zum Jahreswechsel kommt es zum Kuss. Sie verabschieden sich am Ende des Ferienlagers, mit dem Versprechen zu telefonieren.
Seine Mutter, Gar und ein paar Freunde holen Rocky ab. Seine Mutter offenbart ihm, dass sie bereits längere Zeit clean ist. Dianas Eltern unterbinden den Kontakt zu Rocky. Ben erklärt Rocky, dass er zurück zu seinem Vater zieht, um dort zu arbeiten, damit sagt er ihren Trip nach Europa ab. Rocky ist wütend und verletzt und wirft seinen Freund raus. Danach ruft er bei Diana an, doch wieder geht nur ihre Mutter ans Telefon und wimmelt ihn ab. Rocky nimmt sein ganzes Geld und besucht Diana, die nie etwas von seinen Anrufen erfahren hat. Sie gesteht ihm bald auf eine andere Schule zu gehen, was bedeutet, dass sie weiter entfernt wohnen werde. Sie versprechen sich in Kontakt zu bleiben und später zusammen zu wohnen.
Bei einem gemeinsamen Abend mit seinen Rockerfreunden hat Rocky starke Kopfschmerzen. Auf Drängen seiner Mutter verlässt er die anderen und legt sich ins Bett. Rocky verabschiedet sich von seinem Traum nach Europa zu kommen. Später kommt seine Mutter zu ihm. Leise gesteht er ihr, dass er starke Schmerzen hat. Sanft küsst sie seine Stirn und deckt ihn zu. Am nächsten Tag ruft die Schule an und erklärt Rusty, dass Rocky nicht da ist. Sie geht in sein Zimmer, erkennt, dass er tot ist, will sein Ableben aber nicht wahrhaben. Sie zieht die Jalousien hoch und redet auf Rocky ein. Dann setzt sie sich zu ihm, beugt sich über ihn und fängt an zu weinen. Anschließend verwüstet Rusty in einem Weinkrampf ihre Küche und geht dann wieder zu Rocky.
Rusty, Gar und Dozer besuchen Rockys Grab; er wurde nur 16 Jahre alt.

## Kritiken
Roger Ebert schrieb in der Chicago Sun-Times vom 22. März 1985, die Filme würden nicht häufig die Zuschauer so schnell „einnehmen“ (grab) wie dieser. Der „außergewöhnlichste“ Charakter sei nicht „Rocky“, sondern „Rusty“, die von Cher als eine komplizierte, energiebeladene Frau dargestellt würde. Die Maske sei ein „wundervoller“ Film, eine Geschichte über „Munterkeit, Hoffnung und Mut“.
Das Lexikon des internationalen Films schrieb, der Film führe zu „emotional starker Anteilnahme“, aber aufgrund seiner „Klischees“ „kaum zu tieferer Einsicht“.

## Auszeichnungen
Der Film gewann im Jahr 1986 den Oscar in der Kategorie Bestes Make-up. Michael Westmore wurde 1986 für das Beste Make-up für den BAFTA Award nominiert. Cher und Eric Stoltz wurden 1986 für den Golden Globe Award nominiert.
Cher gewann den Darstellerpreis der Internationalen Filmfestspiele von Cannes 1985; Peter Bogdanovich wurde für die Goldene Palme nominiert. Anna Hamilton Phelan wurde 1986 für den Writers Guild of America Award nominiert. Jackie Burch wurde 1986 für den Preis Artios der Casting Society of America nominiert.

## Hintergrund
Die Handlung des Films basiert auf dem tatsächlichen Leben von Roy Lee Dennis (* 4. Dezember 1961; † 4. Oktober 1978). Das im Film von Eric Stoltz als „Rocky“ vorgelesene Gedicht stammt vom realen Roy Lee Dennis.
Der Film wurde in den kalifornischen Städten Los Angeles, Azusa und Monrovia gedreht. Er spielte in den Kinos der USA ca. 42,4 Millionen US-Dollar ein.